# A sangre fría (película de 1947)
A sangre fría es una película argentina del género de drama filmada en blanco y negro y dirigida por Daniel Tinayre sobre su propio guion con argumento y adaptación de Luis Saslavsky que se estrenó el 6 de junio de 1947, y tuvo como protagonistas a Pedro López Lagar, Tito Alonso, Amelia Bence y Floren Delbene.

## Sinopsis
La película es la historia de una pareja que planea envenenar a una anciana para quedarse con su fortuna.

## Reparto
Colaboraron en la película los siguientes intérpretes:
- Tito Alonso: hijo del Dr. Morel
- Amelia Bence: Elena Rossi
- Ricardo Castro Ríos: chofer del Dr. Morel
- Helena Cortesina: Linda Moreno
- Floren Delbene: inspector Robledo
- Carmen Giménez: mujer en hotel
- Antonia Herrero: Sabina Zani
- Ángel Laborde: hombre en estación de servicio
- Marcelo Lavalle: traspunte
- Carmen Llambí: monja
- Mercedes Llambí: enfermera
- Pedro López Lagar: Fernando Román
- Domingo Mania: Dr. Dupont
- José Maurer: doctor
- Luis Otero: comisario Valdez
- Juan Pecci: farmacéutico
- Ilde Pirovano: Rosario Rossi
- Elvira Quiroga: Luisita
- Domingo Sapelli: Dr. Morel
- Nicolás Taricano: José

## Críticas
Raúl Manrupe y María Alejandra Portela opinaron que era una película con algo del filme Double Indemnity de Billy Wilder de 1943, con buenos clímax. Para el cronista de La Nación era una película de “rara jerarquía” y el crítico de Noticias Gráficas expresó que “aunque su asunto no ofrezca mayor novedad y los procedimientos técnicos recuerdan no pocas películas, reúne los elementos necesarios para que el espectador siga con interés las peripecias criminales de sus deshumanizados personajes centrales” y en su momento el crítico Roland escribió en el Diario Crítica que era una “brillante realización”.
Roberto Blanco Pazos y Raúl Clemente opinaron sobre el filme: 

"La novela de Saslavsky minuciosamente trabajada por Daniel Tinayre ofrece  además de una sucesión de asesinatos y vueltas de tuerca, una historia de amor-odio sembrada de dudas y complicaciones. Todo en el filme es negro y sombrío, evidenciando influencias de Raymond Chandler, James M. Cain y Dashiell Hammett.

## Aspectos a destacar
En tres producciones de Hollywood de la década de 1940 la mujer fatal, interpretada por Barbara Stanwyck en Double Indemnity, dirigida por Billy Wilder en 1944; Lana Turner en El cartero siempre llama dos veces, dirigida por Tay Garnett en 1946 y Jane Greer en Out of the Past, dirigida por Jacques Tourneur en 1947, instigaba al hombre a matar, en tanto que en A sangre fría se invierten los roles y es el sobrino de la víctima el autor de la idea.
Tinayre resuelve en forma admirable el enfrentamiento final en el vagón de un tren en marcha, con una especial utilización de la iluminación, vertiginosa movilidad de la cámara y numerosos primeros planos del rostro fuertemente maquillado de Amelia Bence. También se destaca una escena en la que la cámara muestra la acción de la protagonista enfocando su reflejo en una pecera.

## Las actuaciones
Es quizás el mejor trabajo fílmico de Amelia Bence en toda su carrera, quien logra transmitir la vulgaridad, frialdad y ambición de su personaje Elena y llega a un nivel de calidad que Pedro López Lagar no consigue igualar. Son muy buenos los trabajos de Antonia Herrero, Helena Cortesina y Tito Alonso.

## La música
La música es de Juan Ehlert y en el filme Helena Cortesina canta el bolero Traicionera, de Gonzalo Curiel.

## Nuevas versiones
Se realizó en 1961 una nueva versión de la novela de Saslavsky, dirigida por Manuel Mur Oti y coproducida con España titulada A hierro muere con Alberto de Mendoza y Olga Zubarry. También una adaptación para televisión de Oscar Barney Finn protagonizada por Julia von Grolman y Federico Luppi.